# Шротт, Беате
Беате Шротт (нем. Beate Schrott; род. 15 апреля 1988, Санкт-Пёльтен) — австрийская легкоатлетка, специалистка по барьерному бегу. Выступала за сборную Австрии по лёгкой атлетике в 2006—2021 годах, обладательница бронзовой медали чемпионата Европы, чемпионка Европейских игр, многократная победительница и призёрка первенств национального значения, действующая рекордсменка страны на дистанциях 100 и 60 метров с барьерами, участница двух летних Олимпийских игр.

## Биография
Беате Шротт родилась 15 апреля 1988 года в городе Санкт-Пёльтен, Австрия. Занималась лёгкой атлетикой в местном клубе.
Дебютировала на международном уровне в сезоне 2006 года, когда вошла в состав австрийской сборной и выступила в прыжках в дину на юниорском мировом первенстве в Пекине.
В 2007 году бежала 100 метров с барьерами на юниорском европейском первенстве в Хенгело.
В 2009 году в 100-метровом барьерном беге дошла до полуфинала на молодёжном европейском первенстве в Каунасе.
В 2010 году в беге на 100 метров с барьерами стартовала на чемпионате Европы в Барселоне, в ходе предварительного квалификационного этапа была дисквалифицирована.
В 2011 году бежала 60 метров с барьерами на чемпионате Европы в помещении в Париже, на дистанции 100 метров с барьерами дошла до полуфинала на чемпионате мира в Тэгу, финишировала седьмой на Всемирной Универсиаде в Шэньчжэне.
В 2012 году в барьерном беге на 60 метров заняла седьмое место на чемпионате мира в помещении в Стамбуле. На чемпионате Европы в Хельсинки изначально пришла к финишу четвёртой, но позднее в связи с допинговой дисквалификацией победившей турецкой бегуньи Невин Яныт переместилась в итоговом протоколе на третью позицию, став таким образом единственным призёром от Австрии на этом чемпионате. На турнире Spitzen Leichtathletik Luzern в Люцерне установила ныне действующий национальный рекорд в беге на 100 метров с барьерами — 12,82. Выполнив олимпийский квалификационный норматив (12,96), удостоилась права защищать честь страны на летних Олимпийских играх в Лондоне — сумела выйти в финал 100-метрового барьерного бега, где с результатом 13,07 финишировала восьмой. Являлась знаменосцем австрийской делегации на церемонии закрытия Игр.
В феврале 2013 года на зимнем чемпионате Австрии в Вене установила ныне действующий национальный рекорд в беге на 60 метров с барьерами — 7,96.
В 2014 году отметилась выступлением на чемпионате мира в помещении в Сопоте и на чемпионате Европы в Цюрихе.
В 2015 году на Европейских играх в Баку превзошла всех соперниц в беге на 100 метров с барьерами и тем самым помогла соотечественницам выиграть общекомандный легкоатлетический зачёт. Принимала участие в чемпионате мира в Пекине, где в ходе полуфинального забега сошла с дистанции.
Имея результат выше олимпийского квалификационного норматива (13,00), в 2016 году благополучно прошла отбор на Олимпийские игры в Рио-де-Жанейро — на сей раз в в беге на 100 метров с барьерами с результатом 13,47 не сумела преодолеть предварительный квалификационный этап.
В 2018 году участвовала в чемпионате мира в помещении в Бирмингеме и в чемпионате Европы в Берлине, где остановилась в полуфинальной стадии.
На чемпионате мира 2019 года в Дохе дошла до полуфинала в 100-метровом барьерном беге.
В 2021 году дошла до полуфинала в беге на 60 метров с барьерами на чемпионате Европы в помещении в Торуне. По окончании сезона завершила спортивную карьеру.
Со степенью доктора наук окончила Венский медицинский университет (2019). С 2021 года замужем за американским титулованным прыгуном тройным Кристианом Тейлором.